# Bordingiano

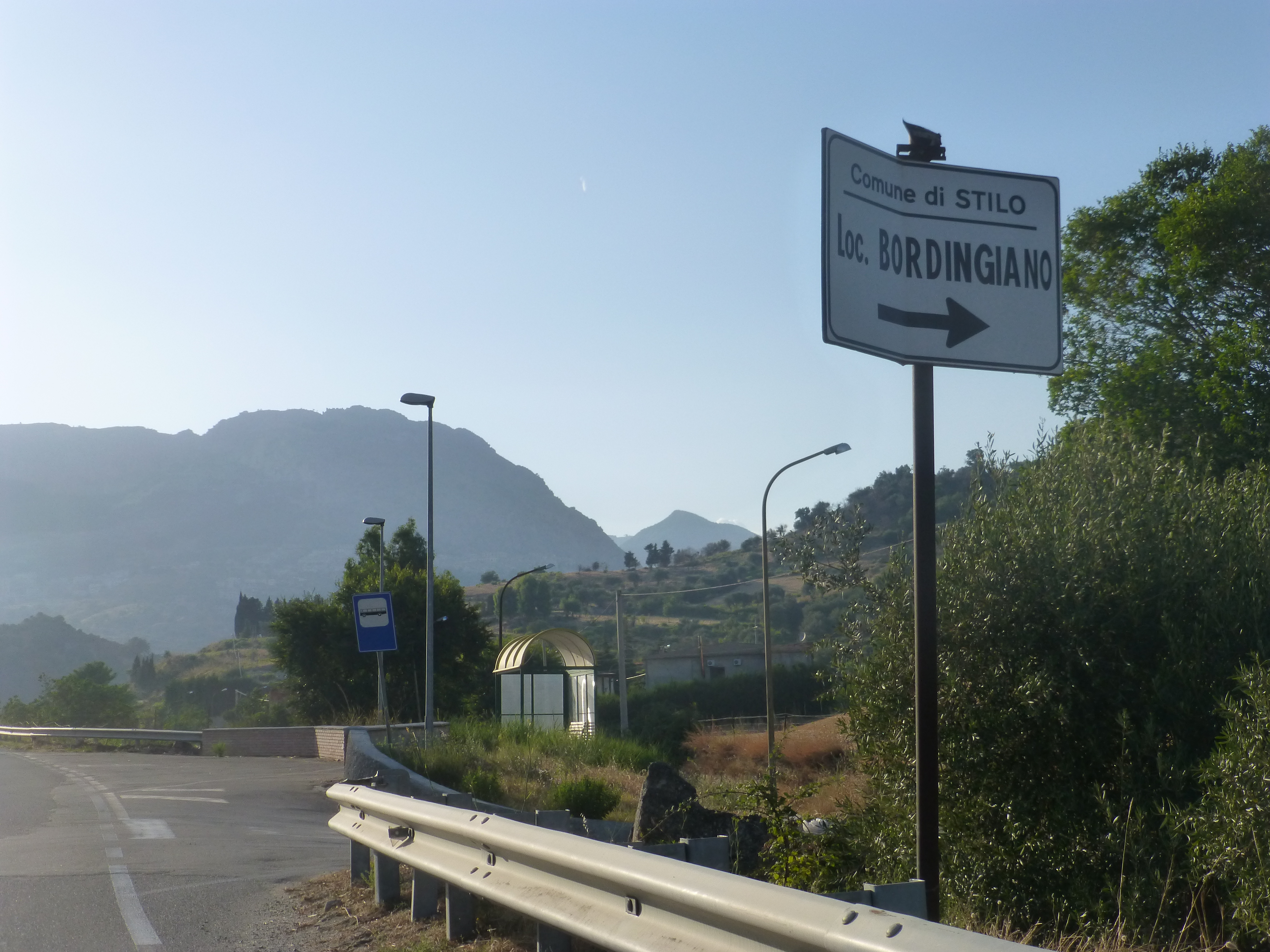
Località bordingiano (Stilo - RC)

Bordingiano è una frazione del Comune di Stilo, in provincia di Reggio Calabria, distante 3 km dal paese e 12 km dal mare lungo la SP9 ex SS110

## Storia
Fu creata  a seguito dell'alluvione del 1951 per ospitare le persone dei paesi interni della zona che ebbero colpita la loro abitazione.

## Economia

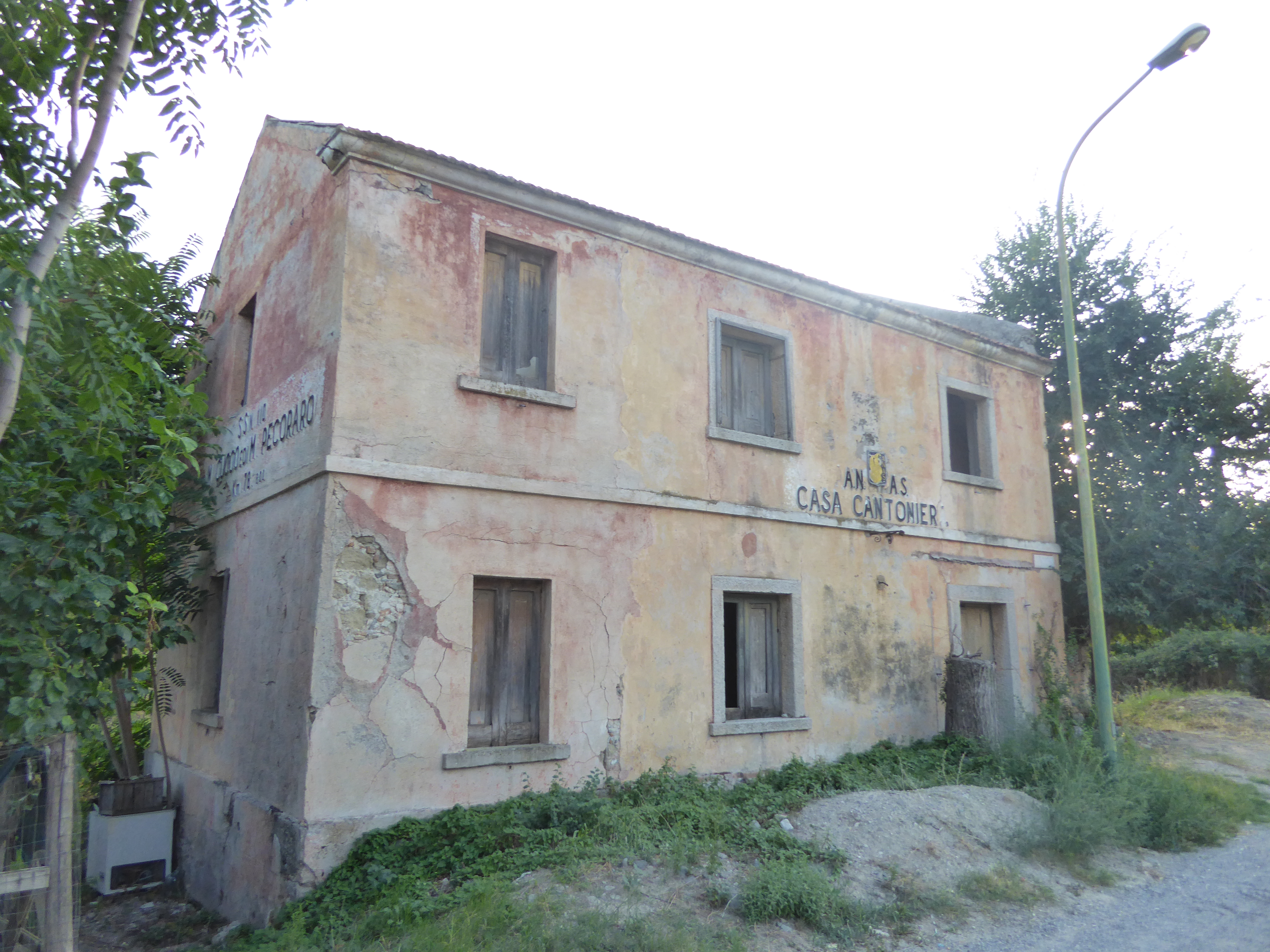
Casa cantoniera in località Bordingiano (Stilo - RC) 2015

Il borgo di Bordingiano, essendo situato in una zona pianeggiante rispetto ad altre aree di Stilo, è sede dell'area industriale del comune. In località Tavoleria sono presenti l'azienda imbottigliatrice Mangiatorella e l'azienda di trasporti su gomma Sabatino insieme ad altre piccole imprese.